# Mercin-et-Vaux
Mercin-et-Vaux – miejscowość i gmina we Francji, w regionie Hauts-de-France, w departamencie Aisne.
Według danych na styczeń 2014 roku gminę zamieszkiwały 973 osoby, a gęstość zaludnienia wynosiła 125,5 osób/km².